# فوئنتلمنگه
فوئنتلمنگه (به اسپانیایی: Fuentelmonge) یک دهستان در اسپانیا است که در سریا واقع شده‌است.

## خصوصیات
فوئنتلمنگه ۴۲ کیلومترمربع مساحت و ۱۱۷ نفر جمعیت دارد.